# 1656 год в России

## События
- Экспедиция Семёна Дежнёва[1].
- 6 [16] апреля — смерть Павла Коломенского, последнего из епископов, придерживавшихся русской традиции богослужения. В дальнейшем беспоповцы на севере и в Сибири будут сами избирать себе священников, а остальные староверы примут священников официальной церкви[2].
- 23 апреля — 2 июня — Московский собор. Поместный собор в Москве  собранный патриархом Московским Никоном. Собор явился решающим этапом реформ Никона[3]:
  - Начало года — в Москве находился ряд иностранных православных иерархов: патpиарх Антиохийский Макарий III, Патриарх Сербский Гавриил, митрополит Hикейский Гpигорий[3].
  - 12 февраля — патриарх Макарий публично заявил, что двуперстное сложение есть подражание армянам, ибо армяне так крестятся[3].
  - 24 февраля — в неделю Православия, в Успенском соборе Кремля в присутствии царя Алексея Михайловича патpиарх Макарий вместе с Гавриилом сербским и никейским митрополитом Григорием изрекли анафему на крестящихся двуперстно[3].
  - Апрель—май — церковным советом отлучены от церкви еретики, не принявшие реформу патриарха[4].
  - Апрель—май — публичные столкновения царя и патриарха Никона, настаивавшего на «священстве выше царства» и пытавшегося влиять на решение государственных дел[4].
  - 18 мая — изречена анафема на протопопа Иоанна Неронова и его последователей[3].
- Русское правительство заключает перемирие с Речью Посполитой и в мае объявляет войну Швеции[5].
- 1656—1658 — началась Русско-шведская война с целью недопущения польско-шведской унии и возврата русских земель, оккупированных шведами в XVI—XVII веках[5].
  - 17 мая — объявление войны Швеции[4].
  - Середина июля — главные силы русской армии под царским руководством (фактически главный воевода Я.К. Черкасскимй) двинулись из района Полоцка на Ригу[5].
  - Середина июля — вторая группировка русских войск (воевода А.Н. Трубецкой) сосредоточилась в районе Пскова, имея задачу овладеть крепостью Дерпт (Тарту) и далее наступать на Ревель (Таллин)[5].
  - Середина июля — третья группировка русских войск (воевода П.И. Потёмкин), находившаяся в Великом Новгороде, должна была занять рубеж реки Нева и крепость Нарва[5].
  - Июнь—12 октября — осада Дерпта[6].
  - Июнь—ноябрь — осада Нотебурга[7].
  - 18—31 июля  — осада Динабурга[8].
  - 22 июля (1 августа) — бой у острова Котлин, морское сражение[9].
  - 14 (24) августа — осада Кокенгаузена[8].
  - 24 августа—5 октября — осада Риги[5].
  - Конец года — шведским войскам удалось удержать Южную и Восточную Ливонию, Ингерманландию и рубеж р. Нева[5].
- Лето — войска крымского хана Мехмеда IV Гирея отразили казацкое нападение на крепость Азов[10].
- Лето — в Вильно прибыло русское посольство во главе с Н.И. Одоевским. Посредниками выступили послы Священной Римской империи А. де Алегретти и И.Т. фон Лорбах. Не достигнув соглашения об условиях мира, стороны решили заключить перемирие[11].
- Накануне заключения Виленского перемирия, Богдан Хмельницкий выступил за установление новой границы между Русским государством и Речью Посполитой по р. Висла "аж до венгерские границы"[12].
- 12 августа — 4 октября — русско-польские переговоры в Вильно о заключении мира и антишведском союзе[4].
- По условиям Виленского перемирия, на ближайшем Сейме Речи Посполитой, должен был поднят вопрос об избрании на польский престол царя Алексея Михайловича (с коронацией после смерти Яна II Казимира)[11].  
  - 1656—1657 — Матвеев Артамон Сергеевич вёл переговоры с польско-литовским гетманом В.К. Гонсевским об избрании русского царя Алексея Михайловича приемником польского короля Яна II Казимира[13].
- Коней года — Богдан Хмельницкий, несмотря на протесты старшин, решил начать переговоры о принятии казаками турецкого подданства[12].
- Зима 1656/1657 — Богдан Хмельницкий, втайне от царя Алексея Михайловича, выслал казачий корпус на помощь князю Ракоци Дьёрдю II[12].
- Финансовый кризис и пополнение казны чеканкой медных денег, приравненных по стоимости к серебряным деньгам (за пятилетие будет выпущено 5 млн медных рублей)[2].
- Иван Степанович Мазепа, будущий гетман, в отличие от большинства украинской старшины, которая поддерживала Хмельницкого, поступил на службу пажом ко двору польского короля Яна II Казимира[14].
- Первые переговоры с Китаем[2].
- 1655—1656 — Одоевский Никита Иванович проводит в Москве переговоры со шведским посольством о 3-й ратификации Столбовского мира 1617 года[15].
- Одоевский Н.И. во главе русского посольства направлен на мирные переговоры с Речью Посполитой для заключения Виленского перемирия[15].
- Ордин-Нащокин А.Л., автор многих записок, поданных царю, получает право непосредственного обращения к монарху[16].
- 1656—1680 — Хитрово Богдан Матвеевич пожалован чином оружничий[17].
- Пожалованы окольничеством: Бобарыкин Никита Михайлович, Ромодановский Григорий Григорьевич, Ртищев Фёдор Михайлович, Стрешнев Иван Фёдорович Меньшой[18].
- Пожалованы боярством: Шереметев Пётр Васильевич Большой[19].
- Милославский Иван Богданович попал в опалу и лишён дворцовых чинов (см. 1653 год)[20].

## Города и поселения
- Крепость Динабург, отходит в Русскому государству и переименована в г. Борисоглебов[21].
- Патриархом Никоном, при поддержке царя, основан Ново-Иерусалимский монастырь[22].
- Патриарх Никон основал Крестный Кийостровский монастырь в Архангельской области[23].
- С этого года известен село Угодский Завод (железоделательный завод, существовал до 1780 года. Сов. г. Жуков)[24].
- Конец года — Шилкский острожек (сов. Нерчинск) сожжён эвенками во главе с князем Гантимуром (см. 1658)[25].

## Руководители приказов
| Года      | Приказ             | Ф,И,О главы                     | Примечания            |
| --------- | ------------------ | ------------------------------- | --------------------- |
| 1652—1664 | Новой четверти     | Хитрово Богдан Матвеевич        |                       |
| 1654—1680 | Оружейная палата   | Хитрово Богдан Матвеевич        |                       |
| 1656-1664 | Большого дворца    | Ртищев Фёдор Михайлович Большой |                       |
| 1648-1665 | Стрелецкий приказ  | Милославский Илья Данилович     | Боярин                |
| 1648-1666 | Большой казны      | Милославский Илья Данилович     | Боярин                |
| 1649-1666 | Иноземский приказ  | Милославский Илья Данилович     | Боярин                |
| 1649-1667 | Аптекарский приказ | Милославский Илья Данилович     | Боярин                |
| 1650-1658 | Рейтарский приказ  | Милославский Илья Данилович     | Боярин                |
| 1652-1656 | Казённый приказ    | Милославский Илья Данилович     | Боярин                |
| 1656-1666 | Счётный приказ     | Милославский Илья Данилович     | Боярин                |
| 1656      | Ствольный приказ   | Милославский Илья Данилович     | Боярин                |
| 1653-1667 | Посольский приказ  | Иванов Алмаз Иванович           |                       |
| 1654-1669 | Печатный приказ    | Иванов Алмаз Иванович           |                       |
| 1656-1661 | Пушкарский приказ  | Долгоруков Юрий Алексеевич      | Первый раз: 1650-1654 |
| 1630-1661 | Разрядный приказ   | Гавренёв Иван Афанасьевич       | Окольничий            |
| 1656-1664 | Тайных дел         | Башмаков Дементий Минич         |                       |

## Воеводы[32]
| Года      | Город        | Ф,И,О воеводы                      | Примечания              |
| --------- | ------------ | ---------------------------------- | ----------------------- |
| 1656-1661 | Албазин      | Пашковы: Афанасий и Еремей         |                         |
| 1655-1658 | Астрахань    | Ромодановский Василий григорьевич  | Боярин                  |
| 1652-1656 | Берёзов      | Малого Сергей Андроньевич          | В другом акте Андронник |
| 1655-1656 | Борисов      | Еропкин Автоном Иванович           |                         |
| 1656-1657 | Борисов      | Ржевский Иван Андреевич            |                         |
| 1656      | Борисоглебск | Фефилатьев Василий Григорьевич     |                         |
| 1654-1656 | Бежецк       | Недовесков Яким                    | В другом акте Яков      |
| 1655-1657 | Белый        | Беклемишев Одинец Михайлович       | Смоленская губ.         |
| 1656      | Белгород     | Ромодановский Григорий Григорьевич |                         |

## Родились
- Никита Демидов (26 марта [5 апреля] 1656, Тула — 17 ноября [28 ноября] 1725, Тула) — русский промышленник, основатель династии.
- Строганов, Григорий Дмитриевич (25 января 1656 — 21 ноября 1715) — крупный промышленник, землевладелец, финансист и политический деятель.

## Умерли
- Арсеньев, Фёдор Юрьевич (? — 1656) — стольник, дворянин московский и воевода.
- Бутурлин, Василий Васильевич (ум. 1656) — военачальник и дипломат, ближний боярин и наместник тверской[33].
- Елеазар Анзерский (ум. 13 января 1656) — преподобный Русской церкви, основатель Свято-Троицкого Анзерского скита Соловецкого монастыря.
- Корнилий (ум. 17 августа 1656) — епископ Русской православной церкви, митрополит Казанский и Свияжский.
- Куракин, Фёдор Семёнович (ум. 2 [12] ноября 1656) — боярин и воевода.
- Одоевский, Фёдор Никитич (ум. 18 июля 1656) — боярин (с 1655) и воевода[34].
- Павел Коломенский (ум. 6 [16] апреля 1656) — епископ Русской Православной церкви, епископ Коломенский и Каширский.
- Пушкин, Григорий Гаврилович (ок.1605 — 1656) — боярин и дворецкий, затем боярин и оружничий.
- Пушкин, Степан Гаврилович (? — 1656) — стольник, окольничий, воевода и дипломат.
- Собакин, Никифор Сергеевич (ум. 1656) — стольник, окольничий и воевода.
- Хворостинин, Фёдор Юрьевич (? — 22 декабря 1656, Москва) — русский князь, боярин и воевода.